# Flughafen Lahr

i7
i11
i13
Der Flughafen Lahr (Eigenbezeichnung Airport Lahr, IATA-Code: LHA, ICAO-Code: EDTL) ist ein deutscher Flughafen in der badischen Stadt Lahr (Gemarkungen Lahr und Hugsweier) und der angrenzenden Gemeinde Friesenheim (Gemarkung Schuttern) im Ortenaukreis in Baden-Württemberg. Er ist als Sonderflughafen mit Status „Sonderflughafen für Fracht“ klassifiziert. Der Betrieb wird seit dem 1. Oktober 2013 von der Lahrer Flugbetriebs GmbH & Co. KG geführt, nachdem die vorherige Betreibergesellschaft am 31. Januar 2013 Insolvenz angemeldet hatte.

## Status
Verkehrslandeplatz für Flugzeuge und Hubschrauber bis 20 Tonnen Höchstabfluggewicht. Flugverkehre mit Flugzeugen, deren maximales Startgewicht über 25 Tonnen liegt, bedürfen der Genehmigung nach § 25 LuftVG durch das Regierungspräsidium Freiburg (wird in Abhängigkeit vom Anlass gewährt). Frachtflüge können ohne Gewichtsbeschränkungen abgefertigt werden.

## Anfahrt
Der Flughafen liegt direkt an der A 5-Anschlussstelle Lahr und 2 km westlich von Lahr.

## Naturräumliche Lage
Der Flughafen Lahr ist in der Straßburg-Offenburger Rheinebene des Mittleren Oberrheintieflandes gelegen, nahe dem Oberrhein, der dort die Grenze zu Frankreich bildet.

## Geschichte

### Die Anfänge
Der Flugplatz hat eine wechselvolle Geschichte hinter sich und zählt zu den ältesten Flugfeldern in Deutschland. Bereits 1913 wurde der Zeppelinflugplatz Lahr eröffnet. Bis 1915 wurde eine Zeppelinhalle für Luftschiffe des Heeres errichtet; diese wurde allerdings nicht von Luftschiffen genutzt, vielmehr wurden 1918 Jagdflugzeuge vom Typ Albatros D.V dort stationiert.
1928 bewirbt sich Lahr als „Zeppelinweltflughafen“. Zu diesem Zeitpunkt wurden Teile des Flugplatzes wieder landwirtschaftlich genutzt. Es bestand ein grasbedeckter Notlandeplatz der Lufthansa. In unregelmäßigen Abständen gab es Flugaktionen, z. B. als Teil der sog. Deutschlandflüge.

### Base aérienne 139 Lahr

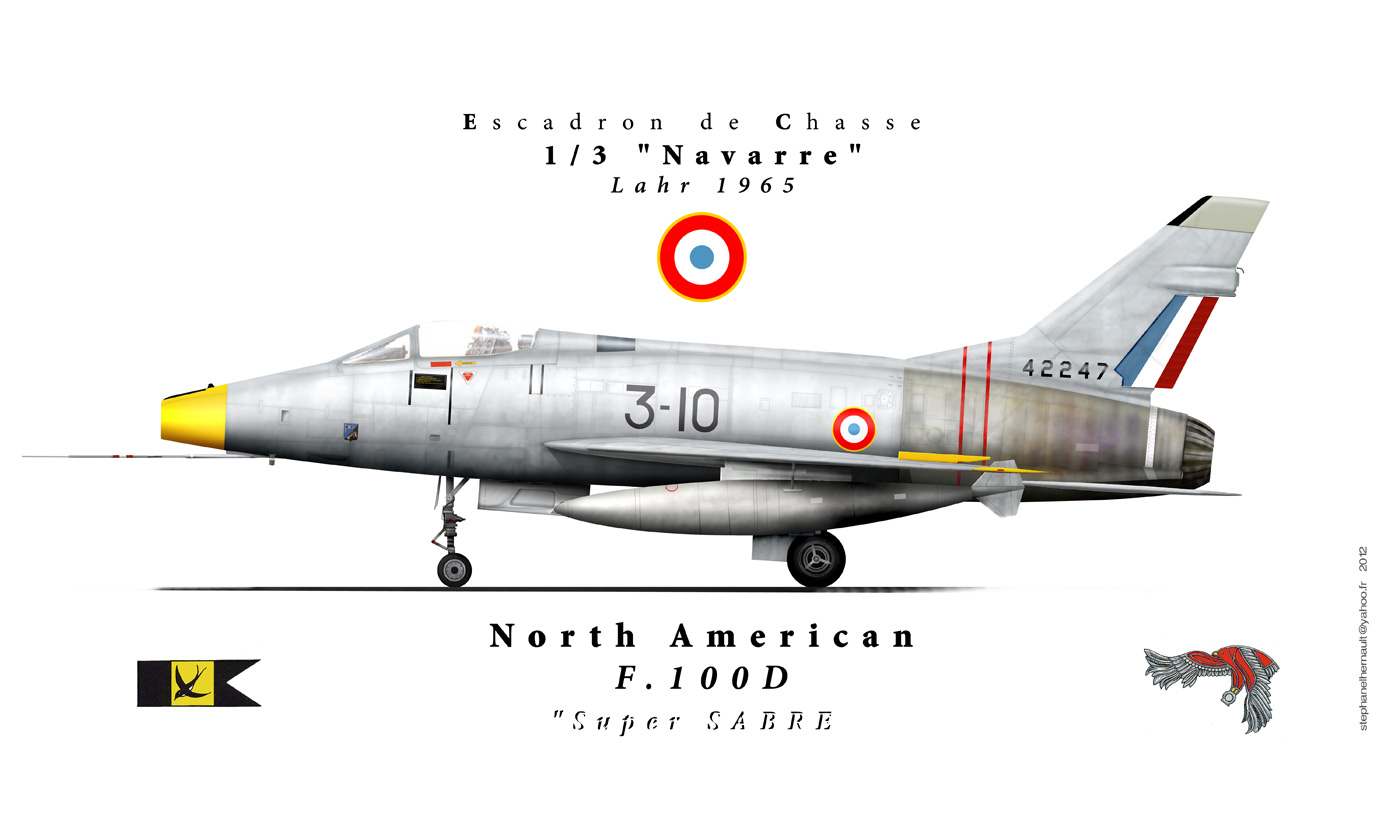
F-100D, EC 1/3 „Navarre“, Lahr, 1965

Der Flugplatz Lahr stand ab 1945 unter dem Kommando der französischen Besatzungsmacht. Zwischen 1951 und 1953 wurde der Flugplatz Lahr zum Militärflugplatz für Militär-Jets der französischen Armée de l’air. Ab 1956 wurde der Fliegerhorst Lahr durch den Ausbau der Startbahn mit NATO-Infrastrukturmitteln zum offiziellen NATO-Standort.
Zunächst lag hier für einige Monate bis zu seiner Verlegung nach Saint-Dizier im Jahr 1953 das mit F-86G ausgerüstete 1. Jagdgeschwader, 1er escadre de chasse (1er EC).
Im März 1956 wurde hier das 13. Allwetter-Jagdgeschwader, 13e escadre de chasse tout temps (13e ECTT), aufgestellt, das bis zu seiner Verlegung nach Colmar-Meyenheim neben einer Handvoll T-33 die F-86K flog.
Im Juni 1957 kam auch noch das Aufklärungsgeschwader 33ème Escadre de Reconnaissance (33e ER) hinzu. Die beiden mit der F-86F ausgerüsteten Aufklärungsgruppen wurden im Herbst 1959 bzw. Frühjahr 1960 nach Straßburg verlegt.
Ab Juni 1961 war auf dem Flugplatz Lahr das französische 3e escadre de chasse (3e EC) stationiert, zunächst mit Jagdbombern vom Typ F-100D Super Sabre. Ab März 1963 wurde es mit der Nuklearschlagrolle beauftragt. Zu diesem Zweck wurden je 15 Atombomben des Typs Mk 28 (Sprengkraft 20 kilotonnen) und des Typs Mk 43 (Sprengkraft 1 Megatonnen) der US Air Force in Europe gelagert. Verwahrt wurden die Bomben unter Aufsicht des Detachement 0009 des 306th Munition Maintenance Squadron.
In den Jahren 1965/66 wurde 3e EC auf den französischen Flugzeugtyp Dassault Mirage IIIE umgerüstet. Im Zuge des Rückzugs Frankreichs aus der militärischen Integration der NATO verlegte Frankreich das Geschwader im August 1967 nach Nancy-Ochey.

### Canadian Forces Base Lahr
Nachdem sich Frankreich 1966 aus dem Bündnis zurückgezogen hatte, wurde die Kaserne Lahr Sitz des europäischen Hauptquartiers der 1. Luftwaffendivision, die ab 7. September 1967 offiziell das Hausrecht übernahm.
Auf den Flugplatz zog das 1. Geschwader, 1st Wing. Dieses bestand ab April 1967 aus zwei bisher auf dem Flugplatz Montmédy-Marville liegenden CF-104-Staffeln, der 439. und 441. Squadron. Diese waren für die Luftaufklärung im Raum der Fourth Allied Tactical Airfleet (4 ATAF) zuständig. Im Februar 1969 stieß mit der 430. noch eine weitere CF-104-Staffel von der aufgelösten kanadischen Basis in Zweibrücken nach Lahr. Diese Staffel übernahm ab Juli 1969 den Auftrag, US-amerikanische Atombomben des Typs Mk 28 und Mk 57 im Kriegsfall zu einem von Supreme Allied Commander Europe vorgegebenen Ziel zu fliegen. Die Bomben wurden vom Detachement 4 der Wing der USAFE aufbewahrt.
Im Juli 1970 erfolgte die Umstrukturierung des kanadischen Militärbeitrages. Dabei wurden die 1st Wing und die 430. Staffel aufgelöst, worauf die Atombomben vermutlich zur Sembach Air Base zurückverlegt wurden. Die 439. und 441 Staffel fanden ihre neue Heimat auf dem Fliegerhorst Söllingen.

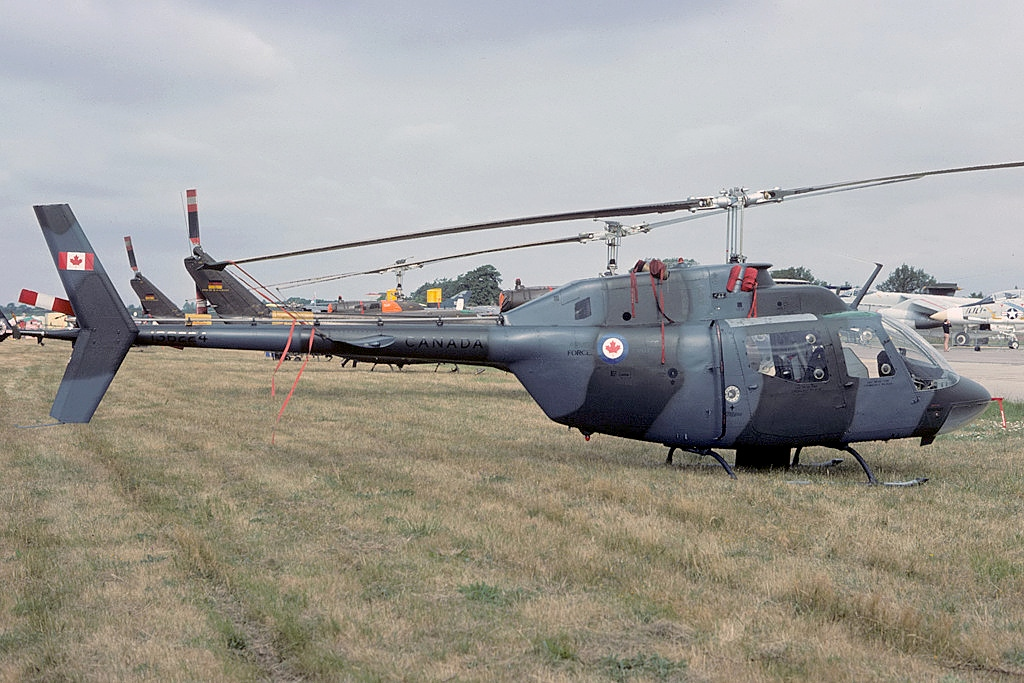
CH-136 (Bell OH-58 Kiowa) aus Lahr bei einer Flugshow in England, 1976

Aufgrund von Budgetkürzungen kam es zur Konsolidierung der kanadischen Truppen in Westdeutschland und Lahr wurde Heimat des Gros der zuvor im Bereich der britischen Rheinarmee in Westfalen (Soest, Hemer-Deilinghofen, Unna, Werl) stationierten Bodentruppen. Die Heereseinheiten wurden in der 4. Canadian Mechanized Brigade Group zusammengefasst und bildeten eine Reserve des VII. US-Korps.
Neben den Bodentruppen war Lahr von 1971 bis April 1991 Heimat einer taktischen Hubschrauberstaffel, der 444. Tactical Helicopter Squadron, die mit der CH-136 (Bell OH-58 Kiowa) ausgerüstet war, sowie einiger Transportflugzeuge. Sie unterstanden der ebenfalls in Lahr stationierten 1. Canadian Air Group (1. CAG). Daneben war die Basis ein Logistikumschlagplatz inklusive der Funktion als europäischer Air Head für kanadische Transport-Flugzeuge wie die Boeing 707. In den 1970er Jahren errichtete die NATO auch in Lahr eine Reihe sogenannter Hardened Aircraft Shelter.
Als Folge des beschleunigten Rüstungswettlaufs der frühen 1980er Jahre zwischen NATO und Warschauer Pakt trat im Mai 1988 an die Stelle der 1. CAG die 1. Air Division. Hinzu kam zeitgleich das 3. Wing. Neben der 444. Staffel unterstanden diesem Geschwader zwei CF-18 (CF-188)-Staffeln, die 416. und 433. Squadron. In Friedenszeiten operierten diese Staffeln jedoch von ihren kanadischen Heimatbasen Cold Lake bzw. Bagotville.
Nach dem Fall der Berliner Mauer beschloss Kanada im Februar 1992, seine Truppen aus dem wiedervereinigten Deutschland abzuziehen. Die 4. mechanisierte Brigade wurde am 31. August 1993 aufgelöst, die 1. Air Transport Unit folgte zum 1. Oktober. Das Gelände wurde nach einer Abschlussparade am 25. Mai 1994 und der Auflösung der Canadian Forces Base Lahr am 31. August 1994 an Deutschland zurückgegeben.

### Flughafen Lahr
Bereits ab 1989 führte die Lufthansa mit den damals neu eingeführten Boeing 747-430 gelegentlich Trainingsflüge in Lahr durch.

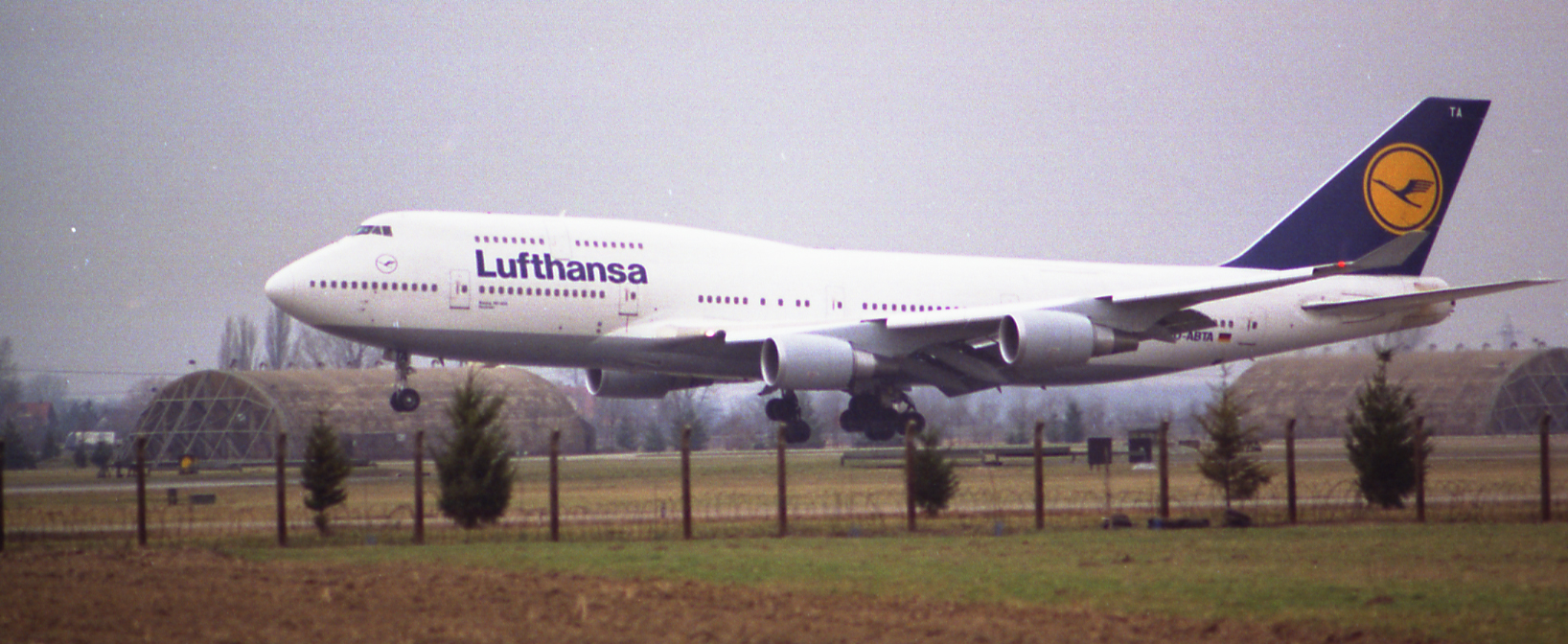
Lufthansa Boeing 747-430 D-ABTA beim Pilotentraining 1992

Noch vor dem vollständigen Rückzug der kanadischen Streitkräfte aus Lahr wurde 1991 die Flugplatz Lahr GmbH gegründet. Der Flugbetrieb ruhte allerdings nach dem Abzug der kanadischen Streitkräfte vollständig, ein Großteil der fliegerischen Infrastruktur (beispielsweise die Anflugbefeuerung und das NDB) wurde demontiert oder fiel dem Vandalismus zum Opfer, und der Platz hatte keine luftverkehrsrechtliche Betriebsgenehmigung. Erst seit der zweiten Hälfte der 1990er Jahre wurden die Einrichtungen wieder als Verkehrslandeplatz genutzt.
Ab diesem Zeitpunkt wurde Lahr in das Nachtluftpostnetz der Deutschen Post AG einbezogen und die Deutsche Lufthansa führte in dieser Periode vereinzelt Postflüge mit Flugzeugen des Typs Boeing 737-330 durch. Darüber hinaus wurden auch des Öfteren Flüge mit Flugzeugen des Typs Antonow An-124 durchgeführt, um Teile von Tunnelvortriebmaschinen der in der Nähe ansässigen Firma Herrenknecht ohne aufwändigen Landtransport an ihren Bestimmungsort zu transportieren.

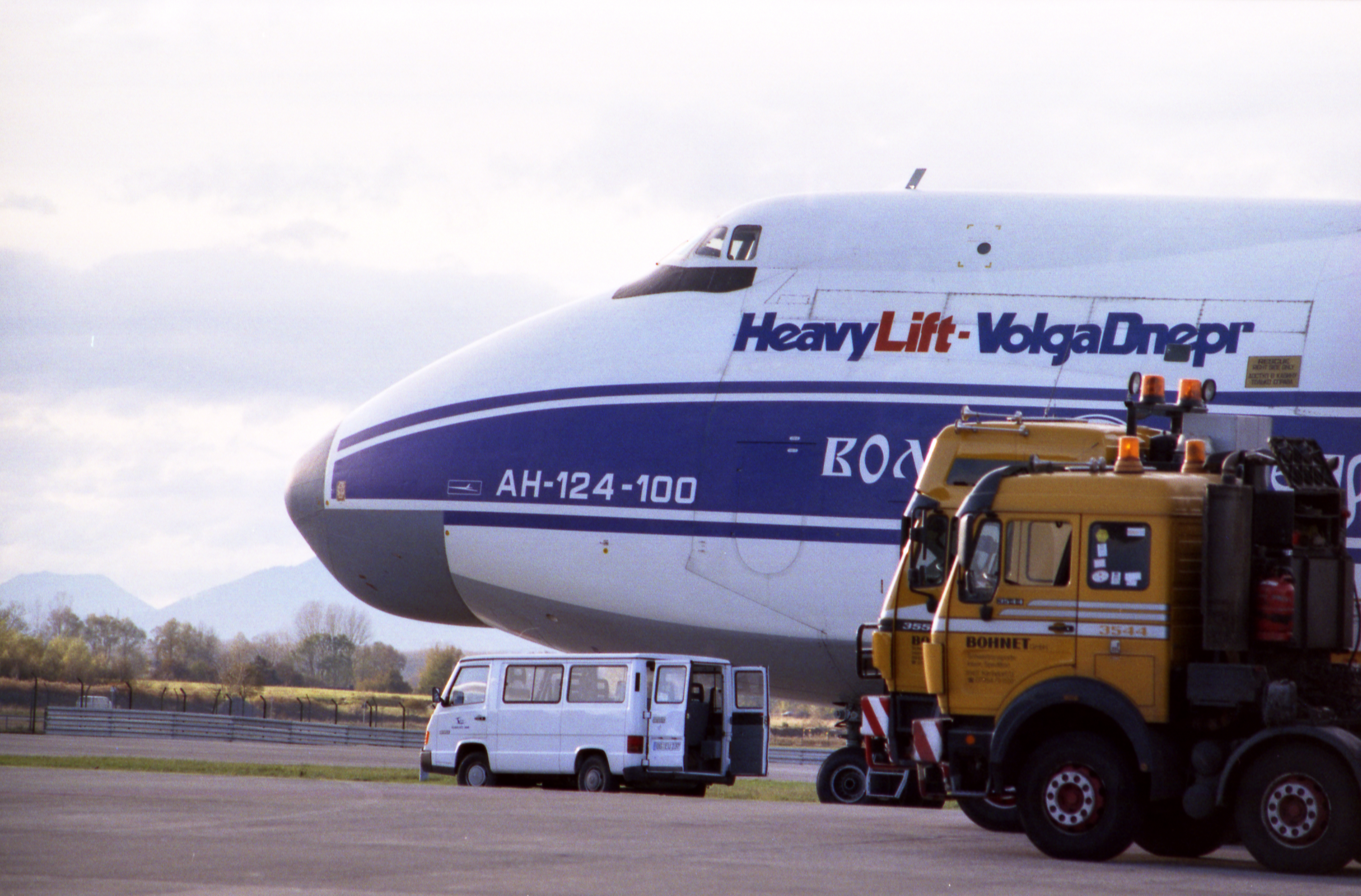
An-124 vor dem Verladen von Teilen für eine Tunnelvortriebmaschine der Firma Herrenknecht 1997

Die Nachfolgegesellschaft „Black Forest Airport Lahr GmbH“ war seit Frühjahr 2001 zu 99 Prozent in den Händen von Privatinvestoren (Wiggins Group, später umbenannt in PlaneStation Group, England). Das restliche Prozent gehörte Anteilseignern aus der ursprünglichen Beteiligungsgesellschaft.
Im Juli 2005 wurden die GmbH-Anteile nach der Insolvenz der PlaneStation Group von dem Airport Operator Churchill Airports, einem Tochterunternehmen der Babcock & Brown Investment Gruppe, übernommen.
Im November 2002 beantragte die „Black Forest Airport Lahr GmbH“ als Wiggins-Tochtergesellschaft die Lizenz zum Betrieb eines Verkehrsflughafens, was vom Regierungspräsidium Freiburg und der damaligen baden-württembergischen Landesregierung verweigert wurde.
Im Januar 2006 beantragte die Betreibergesellschaft Churchill Airports bzw. Babcock & Brown eine beschränkte Passagierfluglizenz, die am 16. Juni 2006 vom Regierungspräsidium Freiburg genehmigt wurde.
Fortan durfte der Flughafen Lahr als exklusiver Zubringer-Flughafen für den Europa-Park Rust fungieren. Die Klage für eine unbeschränkte Lizenz beim Bundesverwaltungsgericht wurde daraufhin zurückgezogen. Als erste Maschine mit Gästen des Europa-Parks landete am 28. Oktober 2006 ein Airbus A320 der Fluggesellschaft Air Berlin auf dem Flughafen Lahr. 2010 wurden die Europa-Park-Flüge nach und von Lahr mangels Bedarfs wieder eingestellt. Seit 2010 fungiert der Flughafen Karlsruhe/Baden-Baden als Zubringerflughafen für den Europa-Park.
Seit dem 29. April 2011 bot die Bundesanstalt für Immobilienaufgaben (BImA) den Flugplatz zum Verkauf an. Die gesamte Flugbetriebsfläche von 210 Hektar stand zum Verkauf. Parallel zum Verkauf des Flugplatzareals sollten auch die bestehenden luftverkehrsrechtlichen Genehmigungen dem zukünftigen Eigentümer mitveräußert werden.
Am 11. Dezember 2012 kaufte die Stadt Lahr das Flughafengelände, im September 2013 wurden aus der Insolvenzmasse auch die Betriebslizenzen und das Anlagevermögen erworben.
Seit dem 1. Oktober 2013 ist die Lahrer Flugbetriebs GmbH & Co. KG der Betreiber des Flughafens.
Der Flughafen wurde aufgrund seiner fliegerischen Infrastruktur bisweilen auch für Regierungsflüge genutzt, so beispielsweise während des NATO-Gipfeltreffens im April 2009 und anlässlich des Deutschlandbesuchs des Papstes im Jahr 2011. Damals landete Papst Benedikt XVI. am 24. September 2011 mit einer A340-313X der Luftwaffe (16+01) in Lahr, wo er vom baden-württembergischen Ministerpräsidenten Winfried Kretschmann begrüßt wurde, um anschließend nach Freiburg weiterzureisen. Am darauffolgenden Tag wurde er auf dem Flugplatz Lahr von Bundespräsident Christian Wulff verabschiedet und trat mit der Lufthansa A321 „Regensburg“ (D-AIRT) die Rückreise nach Rom-Ciampino an.
Im Jahr 2013 begann die finanzielle Beteiligung durch die in unmittelbarer Nähe befindliche Firma Herrenknecht. Im Jahr 2019 stellte ein chinesischer Investor der Stadt Lahr eine Finanzierung in Höhe von 200 Millionen Euro in Aussicht, welche von Martin Herrenknecht kritisiert wurde. Im selben Jahr gab die Stadt Lahr bekannt, dass das chinesische Angebot schlussendlich nicht weiter verfolgt wurde. 2021 veröffentlichte sie die Information, dass der 2016 vereinbarte und 2021 auslaufende Pachtvertrag mit der Herrenknecht Verwaltungsgesellschaft unbefristet verlängert wird. Die Stadt Lahr, die Industrie- und Gewerbezentrum Raum Lahr GmbH sowie der Zweckverband Industrie- und Gewerbepark Raum Lahr sicherten ebenfalls eine unbefristete Fortführung der finanziellen Beteiligung in Höhe von 150.000 € zu.
Seit 1995 ist der Flugplatz in Lahr als NATO-Reserveflugplatz reglementiert.

## Nuklearwaffen
Auf dem Flugplatz Lahr wurden zumindest zeitweise Nuklearwaffen stationiert. Im Zeitraum von 1963 bis Anfang der 1970er Jahre waren dort mindestens 15 US-amerikanische Atomsprengkörper des Typs Mk 28 mit einer Sprengkraft von 70KT – 1,45MT stationiert. Später wurden diese durch die Mk 57 modernisiert. Offiziell wurde die „strike role“ der Kanadischen Luftwaffe im Oktober 1971 aufgegeben und die Nuklearwaffen zur US-Airbase Sembach in Rheinland-Pfalz zurückverlegt. Bis dahin waren vier Maschinen (später zwei) auf dem Lahrer Flugplatz in einer abgeschotteten Zone rund um die Uhr in Bereitschaft gehalten worden.

## Technische Daten
Der Flugplatz Lahr verfügt über eine 3000 m lange Start-/Landebahn mit der Tragfähigkeitsklassifizierung (Pavement Classification Number) PCN 100.

## Zwischenfälle
Von 1958 bis Juni 2023 kam es am Flugplatz Lahr zu neun Flugunfällen, davon sieben mit Militärflugzeugen. Bei den zwei Unfällen mit Zivilflugzeugen (2007 und 2012) wurden insgesamt zwei Personen getötet.

## Nutzung des Flughafengeländes für Automobilsportveranstaltungen

### Regio-Ring (1996 bis 1998)
Organisiert durch den ADAC Südbaden, wurde in den Jahren 1996 bis 1998 der südliche Teil des Flughafengeländes jeweils ein Wochenende lang als temporärer Flugplatzkurs, das heißt als Motorsport-Rennstrecke in Rundstreckenform, für entsprechende Automobilsportveranstaltungen genutzt.

### Beschleunigungsrennen „Rolling50/1000“ (2015 bis 2019)
Seit 2015 veranstaltet der SCC500 (SuperCarClub 500) Beschleunigungsrennen „Rolling50/1000“ auf dem Gelände des Flughafens Lahr.